# Café International
Café International est un jeu de société créé par Rudi Hoffmann en 1987. Le jeu est d'abord édité par Mattel, et par Amigo depuis 1999. Il a remporté le Spiel des Jahres en 1989.

## Principe
Café International se joue à au moins deux joueurs. Le but du jeu est de placer des cartes représentant des consommateurs à table, en commençant ou complétant des tables de quatre convives. Le vainqueur est celui qui a le plus de points à la fin de la partie. Douze pays sont représentés sur le plateau et les places sont prévues au préalable. À chaque table, il y a obligatoirement deux hommes et deux femmes. Certaines chaises sont communes à deux tables, on complète donc deux tables à la fois en posant une carte.

## Aspect du jeu
- Un plan de jeu représentant 24 tables de 12 nationalités pour 68 places assises, et le bar de 20 places debout : un damier central qui sert de sabot en fin de jeu.
- 100 cartes : 48 femmes, 48 hommes et 4 jokers
- Des jetons pour compter les points

## Composition desnations
- Afrique, Allemagne, Angleterre, Chine, Cuba, Espagne, États-Unis, France, Inde, Italie, Turquie et URSS.

## Déroulement du jeu
- Départ : chaque joueur tire cinq cartes laissées en évidence sur la table. Le premier joueur pose une ou deux cartes et en retire autant, et ainsi de suite. Le but est de marquer le plus de points. La pose d'une carte à une table peut rapporter 1, 2, 3, 4 ou 8 points si on complète une table. La pose d'une carte au bar peut rapporter de 1 à 5 points puis provoquer une perte de 2 jusqu'à 15 points en fin de jeu (le damier est progressif dans la perte).
- Les interdits : commencer une table avec un seul consommateur, placer un 2e homme ou une 2e femme à une table où il n'y a pas déjà un couple, placer une carte sur une table d'un autre pays que le sien...
- Les possibles : placer un joker n'importe où, compléter deux tables en même temps : certaines places plus rentables sont communes à deux tables.
- Au fur et à mesure les tables se complètent et il devient plus compliqué de jouer (vous pouvez avoir dans votre jeu 3 espagnols alors que les deux tables de ce pays sont déjà complètes).
- Utilisation des jokers, le joker peut être posé comme toute autre carte, mais peut aussi se substituer à une autre, ce qui ne rapporte pas de point, mais peut éviter d'en perdre en fin de partie. Un joker ne peut pas aller au bar, un joker en main en fin de jeu est une perte de 10 points.
- Ce qui rapporte des points : former des tables de compatriotes (tous les quatre de la même nationalité) le score est double. Compléter volontairement les tables dont l'adversaire possède des cartes.

## La fin du jeu
Il y a plusieurs possibilités de fin dans ce jeu. Ceci entraîne une incertitude intéressante selon les stratégies utilisées dans la partie, le nombre de joueurs et le hasard des pioches.
- 1er fin, les 20 cases du bar sont occupées
- 2e fin, les 68 chaises à table sont occupées
- 3e fin, il ne reste que quatre cartes dans le sac de pioche
- 4e fin, un joueur n'a plus de cartes

## Récompense
- Spiel des Jahres  1989